# Maria Semiónova
Maria Vassílievna Semiónova, rus: Мари́я Васи́льевна Семёнова, de vegades transcrit Semenova (nascuda l'1 de novembre del 1958 a Leningrad), és una escriptora i traductora literària russa. És coneguda sobretot per la seva sèrie de llibres Volkodav, rus: Волкодав ("gos llop"). És autora de moltes obres obres històries, en particular l'enciclopèdia històrica My — slaviané!, rus: Мы — славяне! ("Nosaltres, els eslaus!")És una de les fundadores del subgènere de literatura fantàstica anomenat "fantasia eslava", basat en la mitologia eslava. Així mateix, és autora de novel·les policíaques.

## Biografia
Semyonova va graduar de Universitat Estatal d'Instrumentació Aeronàutica de Leningrad i va treballar com a especialista en informàtica en la dècada del 1980 en un institut d'investigació.
Des de la seva infància, Maria estigué interessada en la Rus medieval, les seves tradicions i mitologia, així com en l'era dels vikings. Els seus primers llibres, escrits en època soviètica, eren de ficció històrica sobre els vikings, russos medievals i finlandesos, generalment ubicats a Escandinàvia o Nóvgorod. Va escriure també sobre aquesta mena personatges històrics, com ara Ragnar Lodbrok, Ael·le de Northúmbria, Rúrik, Oleg i Vadim, entre d'altres. No obstant això, la majoria d'aquests llibres no van ser publicats fins al 1996, ja que els editors a l'època de la perestroika no estaven interessats en la ficció històrica.
Després de la caiguda de la Unió Soviètica, Semiónova va abandonar la seva feina com a informàtica i es va convertir en traductora literària de llibres escrits en anglès, treballant per a l'editorial "Severo-Zapad", rus: Северо-Запад. Va traduir diversos llibres de Robert E. Howard, Robin Hobb, L. Sprague de Camp, Margaret Weis i Tracy Hickman, entre d'altres. Aquí és on es va descobrir la literatura fantàstica occidental i es va convertir en aficionada a ella. No obstant això, estava decebuda amb el fet que un moviment d'escriptors de fantasia russos es convertís en imitadors dels seus col·legues occidentals. Semiónova va decidir escriure una novel·la de fantasia basada exclusivament en la mitologia i la tradició russa.
| « | Si vols fantasia, tindràs fantasia. Però per quin motiu t'estimes més aquest sandvitx recuit de Tolkien, mentre la nostra tradició nativa més rica es queda a la ploma ?" | » |

El 1995 es va publicar Volkodav. El llibre, publicat per Severo-Zapad, fou un èxit immediat, i va abastar una sèrie de seqüeles, un projecte de diversos autors, una pel·lícula i una sèrie de televisió. Sovint comparada amb la sèrie de Robert E. Howard Conan, Volkodav va ser pensada com a contrapart de Conan: un protector dels febles en lloc d'aventurer. Els llibres també incloïen una gran quantitat de poemes de Semiónova, i cada capítol s'acompanyava d'un vers. Diversos altres llibres de Semiónova, incloent la sèrie Bussi Volk rus: Бусый Волк ("Llop barbut"), s'ambienten en el mateix univers que Volkodav. L'èxit de les seves novel·les de fantasia permetre va permetre a Semiónova de publicar també els seus primers llibres històrics.
Maria Semyonova també va escriure diversos llibres de detectius política menys coneguts, juntament amb Féliks Razumovski i diversos altres coautors. També va escriure un història popular, l'enciclopèdia "Nosaltres, els eslaus!" sobre la cultura i tradicions del paganisme rus.
Semiónova és una lluitadora amateur d'aikido.

## Obres
Ficció fantàstica:
- Sèrie "Volkodav"
  - Волкодав ("Gos llop", 1995)
  - Волкодав. Право на поединок ("Gos llop. Dret al duel", 1996)
  - Волкодав. Знамение пути ("Gos llop. Símbol del camí", 2003)
  - Волкодав. Самоцветные горы ("Gos llop. Muntanyes de pedres precioses", 2003)
  - Волкодав. Истовик-камень ("Gos llop. Pedra de la ira", 2000)
- Sèrie "Llop barbut", amb Dmitri Tedeiev
  - Бусый Волк ("Llop barbut", 2007)
  - Бусый волк. Берестяная книга ("Llop barbut. Llibre en escorça de bedoll", 2009)
- Там, где лес не растет ("On el bosc no creix", 2007)
- Девять миров (Els nou mons", 1996)
- Две грозы ("Dues tempestes", 1996)

Ficció històrica:
- Ambientades a l'Escandinàvia de l'era dels vikings:
  - Лебеди улетают ("Els cignes s'allunyen volant"), col·lecció de contes 1989)
  - С викингами на Свальбард ("Amb els vikings a Svalbard") col·lecció de contes, 1996)
  - Валькирия: Тот, кого я всегда жду (Valquíria: La que sempre espera, 1996)
  - Поединок со Змеем ("Un duel amb la serp", 1996)
  - Хромой кузнец ("El ferrer coix", col·lecció de contes, 2001)
- Ambientades a la Rus medieval:
  - Пелко и волки ("Pelko i els llops", 1992)
  - Лебединая дорога (El camí del cignes, 1996) - ambientada a Escandinàvia i a la Rus
  - Меч мёртвых (L'espasa del mort, 1998) amb Andrei Konstantínov.

Detectius:
- Sèrie Kudeiar - amb Félix Razumovski
  - Кудеяр. Аленький цветочек ("Kudeiar. La flor escarlata", 2001)
    - Кудеяр. Вавилонская башня ("Kudeiar. La torre de Babel", 2006)
- Sèrie Skunk ("Mofeta") (amb diversos coautors)
  - Те же и Скунс (Els mateixos homes i Skunk", 1997)
  - Те же и Скунс — 2 ("Els mateixos homes i Skunk 2", 1999)
  - Заказ (Ordre, 1999)
- Sèrie Error-2012 - amb Féliks Razumovski
  - Игра нипочем ("Joc desmesurat", 2008)
  - Джокер ("Comodí", 2009)
  - Новая игра ("Nou joc", 2010)
  - Мизер вчерную ("L'avar aspre", 2011)

No ficció:
- Мы, славяне! ("Nosaltres, els eslaus!", 1997) - una enciclopèdia d'història popular.

## Adaptacions al cinema
- Volkodav iz roda Serikh Psov Arxivat 2012-06-17 a Wayback Machine. rus: Волкодав из рода Серых Псов ("Gos llop de la tribu dels gossos grisos"), llargmetratge rus de ciència-ficció (2007)
- Molodoi Volkodav rus: Молодой Волкодав ("El jove gos llop") (2007), sèrie de televisió russa